# Ælfgifu (manželka Edwyho)
Ælfgifu nebo také Elgiva byla manželkou anglického krále Edwyho.
Krátká vláda krále Edwyho byla poznamenána neustálými konflikty s ostatními členy jeho rodiny a především s vedoucími představiteli církve svatým Dunstanem a arcibiskupem Odou.
Edwy se oženil s Ælfgifu/Elgivou, sestrou Ethelwearda, která zřejmě byla přes svou matku spřízněna s rodem svého manžela. Vzhledem k tomu, že posoudil příbuzenské vztahy mezi manžely jako příliš příbuzenské, zrušil arcibiskup Oda jejich svatbu. Elgiva byla ocejchována a poslána jako otrokyně do Irska. Zrušení tohoto manželství bylo neobvyklé, protože se odehrálo proti vůli manželů a zřejmě bylo motivováno Dunstanovými příznivci. Církev v té době stanovila, že každý svazek na úrovni 9 stupňů příbuznosti je incestem. To by znamenalo, že v anglické populaci čítající asi 1,5 miliónu obyvatel by byla většina sňatků neplatných.
Další osud Ælfgifu není přesně známý. Je možné, že zůstala v exilu v Irsku, jiné zdroje naznačují, že za vlády Edwyho nástupce Edgara (Edwy zemřel v roce 959) byla dobře zajištěnou majitelkou pozemků a měla s králem dobré vztahy.